# Рокфорд (Огайо)
Рокфорд (англ. Rockford) — селище (англ. village) в США, в окрузі Мерсер штату Огайо. Населення — 1051 особа (2020).

## Географія
Рокфорд розташований за координатами 40°41′28″ пн. ш. 84°39′0″ зх. д. / 40.69111° пн. ш. 84.65000° зх. д. (40.691027, -84.649909).  За даними Бюро перепису населення США в 2010 році селище мало площу 2,17 км², з яких 2,12 км² — суходіл та 0,05 км² — водойми.

## Демографія
Згідно з переписом 2010 року, у селищі мешкало 1120 осіб у 454 домогосподарствах у складі 301 родини. Густота населення становила 515 осіб/км².  Було 495 помешкань (228/км²).
Расовий склад населення:
| - 96,3 % — білих - 0,5 % — чорних або афроамериканців - 0,3 % — азіатів - 0,2 % — корінних американців - 1,1 % — осіб інших рас |

До двох чи більше рас належало 1,7 %. Частка іспаномовних становила 2,5 % від усіх жителів.
За віковим діапазоном населення розподілялося таким чином: 24,3 % — особи молодші 18 років, 56,9 % — особи у віці 18—64 років, 18,8 % — особи у віці 65 років та старші. Медіана віку мешканця становила 41,5 року. На 100 осіб жіночої статі у селищі припадало 88,6 чоловіків;  на 100 жінок у віці від 18 років та старших — 81,6 чоловіків також старших 18 років.
Середній дохід на одне домашнє господарство  становив 51 941 долар США (медіана — 44 643), а середній дохід на одну сім'ю — 58 903 долари (медіана — 55 536). Медіана доходів становила 37 269 доларів для чоловіків та 31 000 доларів для жінок. За межею бідності перебувало 22,8 % осіб, у тому числі 32,3 % дітей у віці до 18 років та 6,4 % осіб у віці 65 років та старших.
Цивільне працевлаштоване населення становило 542 особи. Основні галузі зайнятості: виробництво — 35,6 %, освіта, охорона здоров'я та соціальна допомога — 18,3 %, роздрібна торгівля — 11,3 %, мистецтво, розваги та відпочинок — 5,9 %.